# Glomeris carpathica
Glomeris carpathica är en mångfotingart som beskrevs av Robert Latzel 1882. Glomeris carpathica ingår i släktet Glomeris och familjen klotdubbelfotingar. Inga underarter finns listade i Catalogue of Life.